# Коленча Вас
Коленча Вас (словен. Kolenča vas) — поселення в общині Добреполє, Осреднєсловенський регіон, Словенія. 
Висота над рівнем моря: 417,6 м.